# Pablo Andrés Sánchez
Pablo Andrés "Vitamina" Sánchez (Rosario, 3 de gener de 1973) és un exfutbolista i entrenador argentí. Com a futbolista jugava de migcampista.

## Trajectòria
Inicia la seua carrera al Rosario Central, d'on marxa al Feyenoord Rotterdam el 1996. En la campanya 96/97, hi marca 16 gols amb els neerlandesos, que són subcampions de l'Eredivisie. Posteriorment, passa pel Deportivo Alavés i pel RC Harelbeke.
El 1999 hi retorna al seu país per militar al Club de Gimnasia y Esgrima La Plata i al Rosario Central. Es retira el 2005, a causa d'una lesió, després d'haver disputat el darrer any amb Quilmes.

### Com a entrenador
Després de penjar les botes, esdevé entrenador. El seu primer equip és el Club Atlético Banfield, el 2007, amb qui evita el descens. Després entrena durant nou partits a Rosario Central.
Al febrer del 2009 fitxa pel club bolivià d'Oriente Petrolero.